# Hypericum revolutum
Espèce
Classification APG III (2009)
Hypericum revolutum est une espèce de plantes à fleurs de la famille des Hypéricacées selon la classification phylogénétique APG III (2009) ou à celle des Clusiacées selon la classification classique de Cronquist (1981). C'est un buisson ou un petit arbre.
Il pousse le long des cours d'eau dans les prairies de montagne, entre 1 400 et 2 600 m d'altitude.
Il pousse dans l'est et le sud de l'Afrique, à Madagascar, dans l'archipel des Comores et à La Réunion.

## Synonymes
- Hypericum kalmii Forssk.
- Hypericum lanceolatum Lam.
- Hypericum leucoptychodes Steud. ex A. Rich

## Galerie

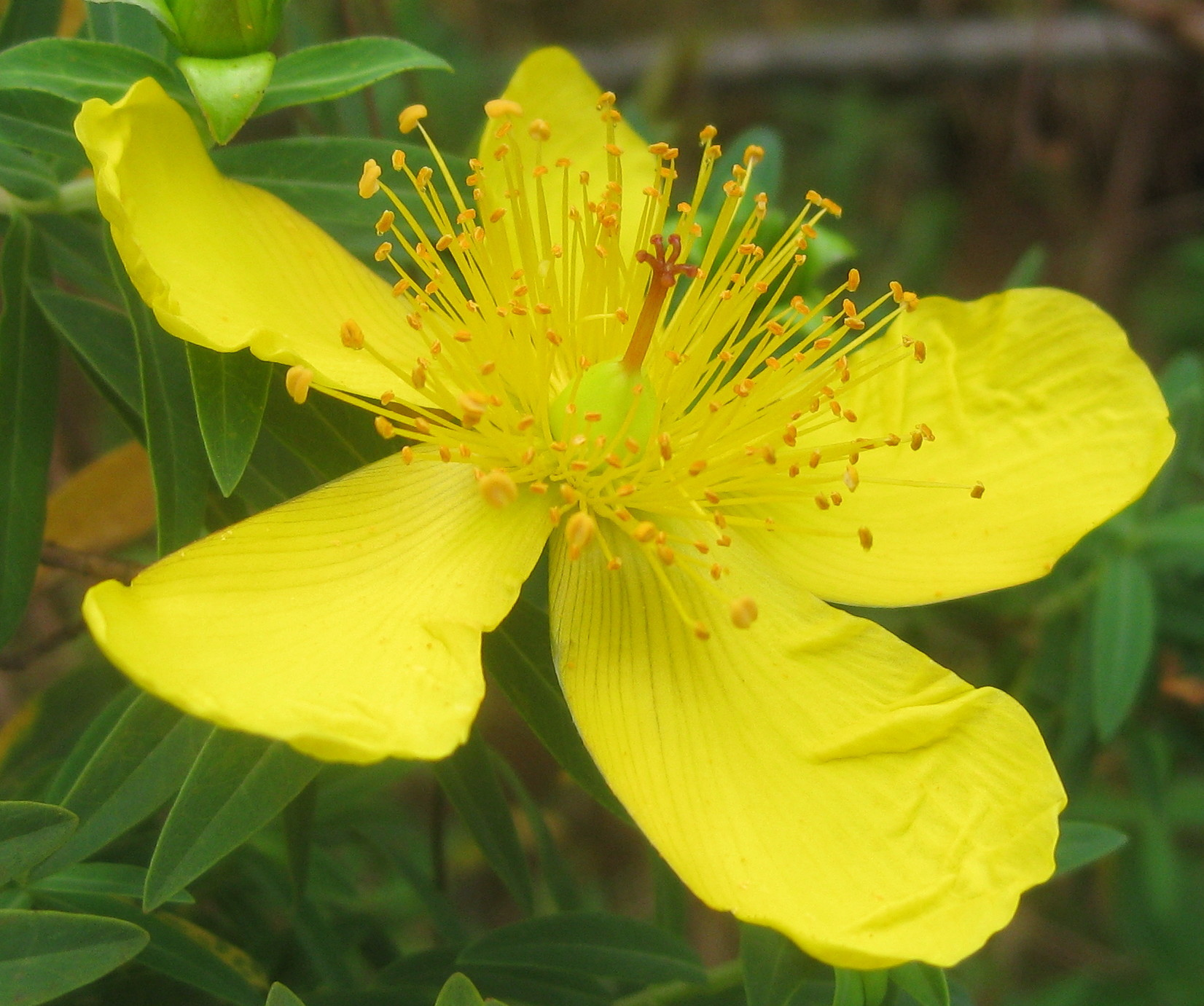
Fleur